# خيرمان فالديز
خيرمان فالديز (بالإسبانية: Germán Valdés)‏ هو مغني وشخصية أعمال وممثل مكسيكي، ولد في 19 سبتمبر 1915 بمدينة مكسيكو في المكسيك، وتوفي بنفس المكان في 29 يونيو 1973 بسبب سرطان الكبد.

## وصلات خارجية
- خيرمان فالديز على موقع IMDb (الإنجليزية)
- خيرمان فالديز على موقع ميوزك برينز (الإنجليزية)
- خيرمان فالديز على موقع قاعدة بيانات الفيلم (الإنجليزية)